# Каледин, Алексей Максимович

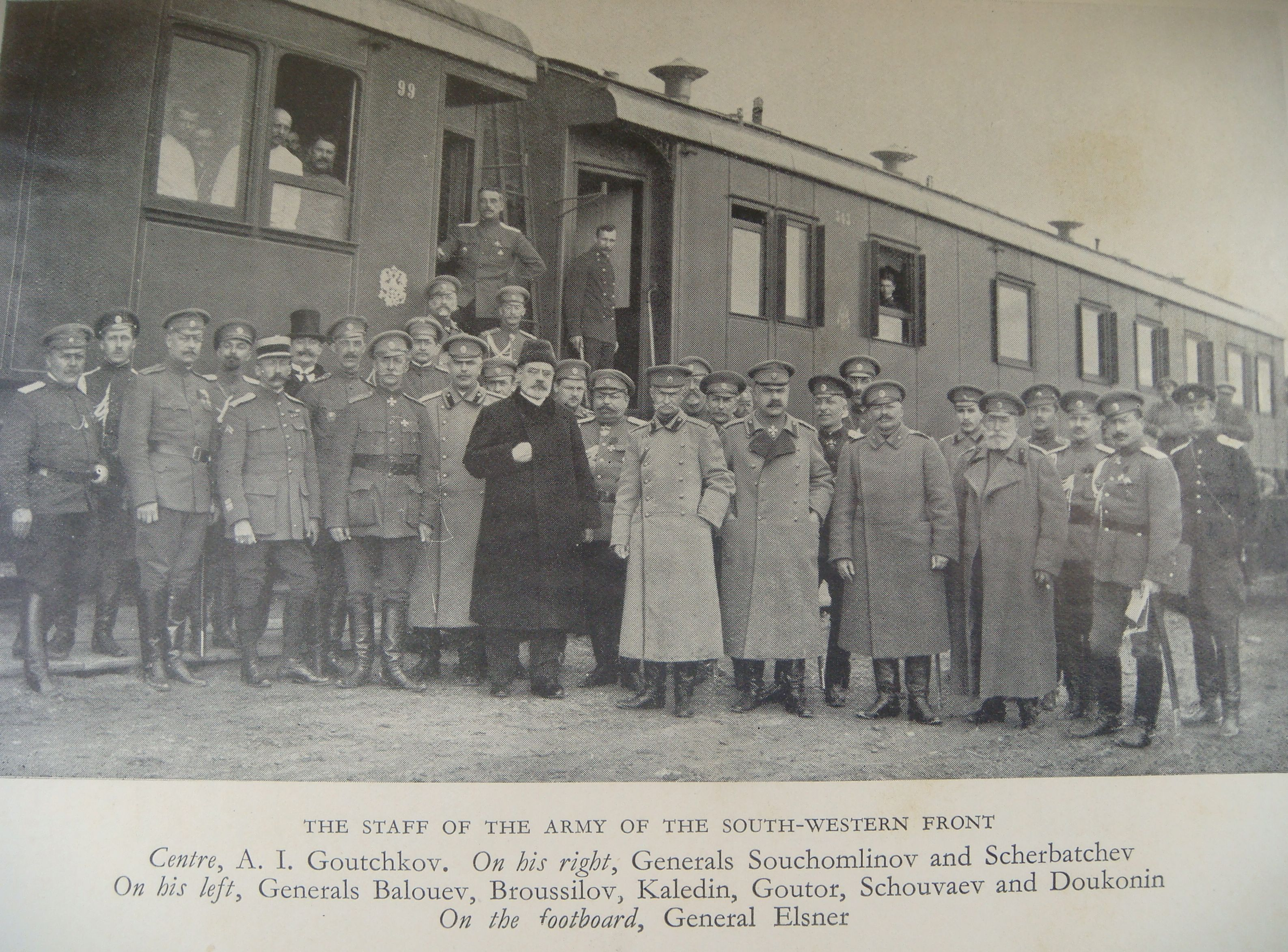
Чины Штаба Юго-Западного фронта вместе с военным министром А. И. Гучковым (в центре).
Слева от него — генералы П. С. Балуев, А. А. Брусилов, А. М. Каледин, А. Е. Гутор, Д. С. Шуваев, Н. Н. Духонин.

Алексе́й Макси́мович Каледи́н (12 [24] октября 1861, хутор Каледи́н, станицы Усть-Хопёрская, область Войска Донского — 29 января [11 февраля] 1918, Новочеркасск), он же «вторая шашка России» (первой шашкой был граф Келлер) — казак и российский военачальник, генерал от кавалерии, войсковой атаман Донского казачьего войска, деятель Белого движения.

## Биография
Начав образование в Усть-Медведицкой классической гимназии, перешёл оттуда в Воронежскую военную гимназию. Окончил 2-е военное Константиновское и Михайловское артиллерийское училище. Окончил образование в Николаевской академии Генерального штаба по 1-му разряду с причислением к Генеральному штабу.
18 июня 1917 года Большим Войсковым Кругом Донского Казачьего войска был избран Донским Войсковым Атаманом — первым избранным Атаманом Донского войска в XX веке.

### Послужной список
Из послужного списка: выпущен офицером в Конно-артиллерийскую батарею Забайкальского Казачьего Войска. На службу вступил 1 сентября 1879 года.
Занимал должности:
- Командир взвода Конно-артиллерийской казачьей батареи (с 1 сентября 1879)
- Командир эскадрона (1890 год (?) — цензовое годовое командование)
- Старший адъютант штаба 6-й пехотной дивизии (с 26 ноября 1889)
- Обер-офицер для поручений штаба 5-го армейского корпуса (с 27 апреля 1892)
- Помощник старшего адъютанта Штаба Варшавского военного округа (с 12 октября 1892)
- Старший адъютант войскового штаба войска Донского (с 14 июля 1895)
- Штаб-офицер при Управлении 64-й пехотной резервной бригады (с 5 апреля 1900)
- Начальник Новочеркасского казачьего юнкерского училища, с зачислением по Донскому казачьему войску (с 25 июня 1903)[3]
- Помощник начальника войскового штаба войска Донского (с 25 августа 1906)
- Командир 2-й бригады 11-й кавалерийской дивизии, с зачислением по армейской кавалерии (с 2 июня 1910)
- Командующий (с 14 апреля 1913 начальник) 12-й кавалерийской дивизией (с 9 декабря 1912 по 16 февраля 1915, тяжело ранен в строю)
- Командир 41-го армейского корпуса (с 18 июня 1915)
- Командир 12-го армейского корпуса (с 5 июля 1915)
- Командующий 8-й армией (с 20 марта 1916)
- Член Военного совета (с 29 апреля 1917)
- В резерве Верховного Главнокомандующего (с 5 мая 1917)

Военные чины:
- Хорунжий (август 1879)
- Сотник (7 августа 1882)
- Подъесаул (10 апреля 1889)
- Штабс-капитан генерального штаба (26 сентября 1889)
- Капитан генерального штаба (21 апреля 1891)
- Подполковник генерального штаба (6 декабря 1895)
- Полковник генерального штаба (6 декабря 1899)
- Генерал-майор (пр. 22 апреля 1907, ст. 31 мая 1907)
- Генерал-лейтенант (по армейской кавалерии) (14 апреля 1913)
- Генерал от кавалерии (по армейской кавалерии) (пр. 7 июля 1916, ст. 10 июня 1916)

### Военачальник
Во время Первой мировой войны как строевой командир отличался скрупулёзностью и личной храбростью. Генерал А. И. Деникин отмечал, что Каледин не посылал, а водил войска в бой.
Был награждён Георгиевским оружием, орденом Св. Георгия  4-й степени за бой на реке Гнилая Липа у деревни Руда 12 октября 1914, а также орденом Св. Георгия 3-й степени за бой под Калушем 12 сентября 1915.
Высшим достижением его как военачальника считается Брусиловский прорыв в мае 1916, когда армия генерала Каледина наголову разбила 4-ю австрийскую армию и в течение 9 дней продвинулась на 70 вёрст вперёд.

### Донской атаман
К Февральской революции Каледин отнёсся отрицательно. Генерал А. А. Брусилов, характеризуя Каледина, отмечал, что он «потерял сердце и не понимает духа времени». Каледин отказался выполнять распоряжения Временного правительства о демократизации в войсках и был отстранён от командования армией, не получив нового назначения.
Весной 1917 года уехал на Дон. Уступив уговорам казачьей общественности, согласился выставить свою кандидатуру на выборах войскового атамана (его предшественник наказной атаман генерал М. Н. Граббе был арестован и смещён военным отделом Донского исполкома вскоре после Февральской революции, 7 марта 1917 года). 18 июня 1917 года Большим войсковым кругом Донского казачьего войска был избран Донским войсковым атаманом. Из 700 делегатов за него проголосовало более 600 человек. Против были лишь часть казаков-фронтовиков и представители Хопёрского и Усть-Медведицкого округов.
Каледин стал первым выборным атаманом Войска Донского после того, как в 1709 году выборность была упразднена Петром I. Осознавая своё положение, Донской атаман отмечал: «…Я пришёл на Дон с чистым именем воина, а уйду, быть может, с проклятиями».
13 августа в речи, произнесённой на московском Государственном совещании, Каледин приветствовал решимость Временного правительства освободиться от давления партийных и классовых организаций. На следующий день, выступая там же, потребовал «в целях доведения войны до победного конца поставить армию вне политики, запретить митинги и собрания в воинских частях, упразднить все Советы и комитеты выше полковых, а компетенцию оставшихся ограничить хозяйственными вопросами, дополнить декларацию прав солдата декларацией его обязанностей, решительными мерами поднять дисциплину на фронте и в тылу».
1 сентября военный министр А. И. Верховский приказал арестовать Каледина, однако Войсковое правительство отказалось выполнить приказ, и 4 сентября А. Ф. Керенский его отменил при условии «ручательства» Войскового правительства за Каледина.
В канун вооружённого восстания большевиков, когда казаки могли бы стать той силой, которую могло бы использовать Временное правительство против восставших, 17 октября Керенского посетили делегаты Донского казачьего войскового круга, отмечавшие недоверие казаков к правительству и требовавшие, чтобы правительство восстановило Каледина в правах командующего войском и открыто признало перед Доном свою ошибку. Керенский признал эпизод с Калединым печальным недоразумением и обещал в ближайшие дни сделать официальное заявление, дезавуирующее эпизод, однако своего слова не сдержал, и никакого официального разъяснения своевременно не последовало. 23 октября Чрезвычайная следственная комиссия вынесла постановление о непричастности генерала Каледина к корниловскому мятежу.

### Борьба с большевиками

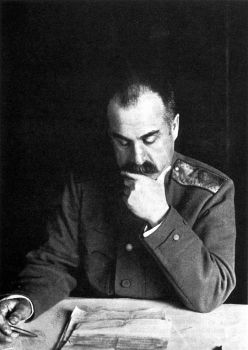
Генерал Каледин. Новочеркасск, 1918.

Обстановка на Дону в этот период была крайне противоречивой. В главных городах преобладало «пришлое» население, чуждое коренному населению Дона как по своему составу, особенностям быта, так и по политическим настроениям. Здесь — особенно в Ростове и Таганроге — господствовали социалистические партии, с недоверием относившиеся к казачьей власти. Рабочее население Таганрогского округа поддерживало большевиков. В северной части Таганрогского округа находились угольные копи и шахты южного выступа Донбасса. Ростов стал центром протеста иногородних против «казачьего засилья». Местные большевистские руководители могли рассчитывать на поддержку солдат из запасного полка, размещённого в городе.
25 октября (7 ноября) 1917 года Каледин выступил с обращением, в котором объявил захват власти большевиками «преступным», и заявил, что впредь до восстановления законной власти в России Войсковое правительство принимает на себя всю полноту власти в Донской области.
26 октября 1917 года, в то время как в Ростове Совет попытался взять власть в свои руки, Каледин из Новочеркасска ввёл военное положение в углепромышленном районе области, разместил в 45 пунктах войска, начал разгром Советов и установил контакты с казачьим руководством Оренбурга, Кубани, Астрахани, Терека.
27 октября 1917 года Каледин объявил военное положение на всей территории Области и пригласил в Новочеркасск членов Временного правительства и Временного Совета Российской республики («Предпарламента») для организации борьбы с большевиками.
31 октября были арестованы делегаты Дона, возвращавшиеся со II Съезда Советов. В течение последовавшего месяца Советы в городах Донской области были ликвидированы.

Область Войска Донского

Общественные деятели, приехавшие на Дон, обвиняли донское правительство в медлительности и политиканстве; однако вряд ли правительство и донской атаман могли проявить решительность в ситуации, когда, по свидетельству Алексеева, «идеи большевизма нашли приверженцев среди широкой массы казаков», которые «глубоко убеждены, что большевизм направлен только против богатых классов — буржуазии и интеллигенции…».
2 ноября в Новочеркасск из Петрограда прибыл генерал М. В. Алексеев, сразу же обратившийся за помощью к Каледину в создании добровольческих формирований для борьбы с большевиками. Каледин, однако, отказал ему в просьбе «дать приют русскому офицерству», сославшись на то, что казаки-фронтовики устали от войны и ненавидят «старый режим», а потому донские полки, что возвращаются с фронта, защищать Донскую область от большевиков не желают и расходятся по домам. Многие полки без сопротивления сдавали оружие по требованию небольших красных отрядов, стоявших заслонами на железнодорожных путях, ведущих в Донскую область. Каледин попросил Алексеева «не задерживаться в Новочеркасске более недели» и перенести формирование добровольческих сил за пределы области. Несмотря на холодный приём, Алексеев немедленно приступил к практическим шагам. Уже 2 ноября он опубликовал воззвание к офицерам, призывая их «спасти Родину» (см. Алексеевская организация).
Первые декреты Советской власти склонили основную массу казаков на сторону Советов. Среди казаков-фронтовиков широкое распространение получила идея «нейтралитета» в отношении советской власти. Большевики, со своей стороны, стремились всемерно использовать это колеблющееся настроение рядового казачества, восстановить его беднейшую часть (так называемое «трудовое казачество») против зажиточной, внушить мысль, что Войсковое правительство составлено из «классовых врагов».
Тем временем само Войсковое правительство раздирали межпартийные противоречия, а «иногороднее» крестьянство не было удовлетворено сделанными ему уступками (широкий приём в казаки, участие в станичном самоуправлении, передача части помещичьих земель), требуя радикальной земельной реформы.
7 ноября атаман Каледин, прекратив попытки связаться с остатками низложенного Временного правительства, обратился к населению Области с заявлением о том, что Войсковое правительство не признаёт большевистскую власть, а поэтому Область провозглашается независимой до образования законной российской власти.
26 ноября ростовские большевики, обратившись за помощью к матросам Черноморского флота, выступили против Донского Войскового правительства и объявили, что власть в Области переходит в руки Ростовского военно-революционного комитета. Казачьи части, однако, отказались участвовать в подавлении восстания.
Каледину, по его словам, «было страшно пролить первую кровь», однако он всё-таки решил вступить в вооружённую борьбу. Поскольку казаки поначалу не желали ввязываться в бои, Каледин был вынужден обратиться к генералу М. В. Алексееву за помощью. Был срочно сформирован отряд офицеров и юнкеров в 400—500 штыков, к ним присоединилась донская молодёжь — гимназисты, кадеты, позднее подошли несколько казачьих частей, и Ростов был взят к 2 декабря. Калединцы захватили также Таганрог и значительную часть Донбасса. С этого дня «Алексеевская организация» (с 27 декабря 1917 — Добровольческая армия) была легализована.
6 декабря на Дон прибыл генерал Л. Г. Корнилов, сразу же подключившийся к деятельности генерала Алексеева.
18 декабря Каледин, Алексеев и Корнилов вошли в так называемый «триумвират», который встал во главе Донского гражданского совета, созданного для руководства Белым движением на всей территории бывшей Российской империи и претендовавшего на роль всероссийского правительства. С ним вступили в контакт страны Антанты, прислав в Новочеркасск своих представителей.
20 декабря 1917 года приказом атамана Каледина № 1058 было разрешено формирование на территории Донской области добровольческих отрядов. Официально о создании «Добровольческой армии» и об открытии записи в неё было объявлено 24 декабря 1917 года (6 января 1918 года).
В конце 1917 года Каледин был избран во Всероссийское учредительное собрание в Донском избирательном округе по списку № 4 (казаки).
Однако «нейтралитет» казаков помешал Алексееву и Корнилову сформировать на Дону действительно многочисленную армию из добровольцев. Добровольческая армия воспринималась казаками как не вполне демократический институт, посягавший на их казачьи вольности, инструмент большой политики, до которой им не было дела. Казачество, наблюдая за серьёзными военными приготовлениями Советской власти в южном направлении, полагало, что они направлены лишь против «непрошеных пришельцев» — добровольцев. Этому взгляду не чуждо было и само Временное донское правительство, надеявшееся соглашательством с местными революционными учреждениями и лояльностью в отношении советской власти примирить её с Доном и спасти область от нашествия большевиков.
Правительство Советской России, со своей стороны, в декабре 1917 года рассматривало Донское правительство атамана Каледина и Украинскую Центральную раду как основные оплоты контрреволюционных сил.
26 ноября 1917 года Совнарком РСФСР выступил с обращением ко всему населению «О борьбе с контрреволюционным восстанием Каледина, Корнилова, Дутова, поддерживаемым Центральной Радой». 6 декабря СНК РСФСР образовал Южный революционный фронт по борьбе с контрреволюцией. Главнокомандующим войсками фронта был назначен В. А. Антонов-Овсеенко.
6 декабря во главе южной группы войск Антонов-Овсеенко прибыл в Харьков и возглавил борьбу против казачьих войск Дона.
Ближайшая задача состояла в том, чтобы отрезать Украину от Дона и охватить Донскую область с нескольких сторон. Первоначально общая численность сил, направленных на Украину и Дон, составляла не более 6-7 тысяч штыков и сабель при 30-40 орудиях и нескольких десятках пулемётов — в основном это были сохранившие боеспособность части старой армии, выделенные с фронта и из тыловых запасных полков. По мере продвижения они увеличивались за счёт местных отрядов Красной гвардии Донбасса и присоединения большевистски настроенных местных гарнизонов.

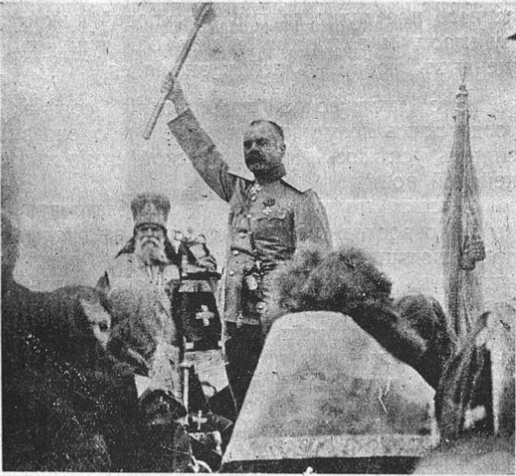
Избрание Каледина атаманом, 1917 г.

Главные силы Каледина группировались на Воронежском направлении. Их тыл обеспечивала формирующаяся в Новочеркасске и Ростове Добровольческая армия, к тому времени насчитывавшая до 2 тыс. бойцов. Мелкие партизанские отряды донских добровольцев и несколько регулярных казачьих частей занимали Горлово-Макеевский район Донбасса, откуда они ранее вытеснили отряды Красной гвардии. Внутреннее состояние калединских частей, однако, исключало возможность широких активных действий.
К 25 декабря 1917 года Антонов-Овсеенко почти без сопротивления занял Донецкий бассейн. Отсюда он намеревался, действуя колоннами Сиверса и Саблина, уничтожить основные силы Каледина на Воронежском направлении. Дальнейшее продвижение, однако, замедлилось как в силу сопротивления противника, так и в силу своеобразия условий начального периода гражданской войны: боевые стычки сменялись переговорами и самовольными перемириями, которые заключали части обеих сторон друг с другом. В результате активно действовать начала только колонна Р. Ф. Сиверса, но и она сильно уклонилась к югу от намеченного направления, причём в среде её частей, выделенных из старой армии, началось разложение. Обороняющиеся, воспользовавшись этим обстоятельством и собрав небольшие боеспособные резервы, короткими ударами осадили назад обе колонны Антонова-Овсеенко. Однако главная масса сил Каледина не обнаруживала желания воевать. В отношении неё была развёрнута активная агитационная работа, в которой приняли участие члены Донского ревкома. Чуть ли не единственной военной силой Каледина оставался партизанский отряд, состоявший преимущественно из учащейся молодёжи и сформированный есаулом (вскоре полковником) Чернецовым — до гибели последнего 21 января 1918 года.
10 января 1918 года в станице Каменской был созван Съезд фронтового казачества, который объявил себя властью в Донской области, объявил атамана Каледина низложенным, избрал казачий Военно-революционный комитет во главе с подхорунжим Ф. Г. Подтёлковым и 24-летним прапорщиком М. В. Кривошлыковым и признал власть Совнаркома. Новый ревком отражал преимущественно настроения середняцкого казачества; он не наладил взаимодействия с иногородними и рабочими, которые могли оказать ему действительную поддержку, и даже отрицательно отнёсся к их военной организации; донские же части настолько разложились, что не желали драться ни на той, ни на другой стороне. Поэтому Каледину опять удалось достигнуть со своими летучими отрядами местного успеха, вытеснив Донревком 15 января из пределов Донской области.
Окончательно разложившиеся донские части были заменены на фронте частями Добровольческой армии. Эта мера позволила оборонявшимся остановить продвижение колонн Сиверса и Саблина. В это время, однако, в Таганроге, в тылу белых войск, вспыхнуло восстание, а кроме того, обе колонны усилились волной новых подкреплений с Украины и из центра. 21 января колонна Сиверса вновь двинулась вперёд и 26 января установила связь с восставшими в Таганроге. Положение белых ухудшалось с каждым днём: казачьи эшелоны, стремившиеся проникнуть на Дон с фронта мировой войны, разоружались в пути. С Кавказа грозила ещё одна опасность: образовавшийся в Царицыне штаб «Юго-восточной» армии сосредоточивал в районе ст. Тихорецкой 39-ю пехотную дивизию старой армии с Кавказского фронта, чтобы перерезать сообщение Дона с Кубанью, захватив Батайск.
28 января   отряды красных заняли Таганрог и начали наступление на Ростов. Сопротивление белых на подступах к Новочеркасску и Ростову было окончательно сломлено, но колонны Сиверса и Саблина медленно приближались к этим пунктам, которые были взяты лишь 10 февраля (Ростов) и 12 февраля (Новочеркасск), тогда как Батайск ещё 31 января был занят частями 39-й пехотной дивизии.
28 января генерал Корнилов известил Каледина о решении отвести Добровольческую армию на Кубань, поскольку в условиях наступления красных войск и в отсутствие поддержки со стороны казачества ей грозит гибель.
29 января (11 февраля) Каледин собрал заседание правительства, на котором сообщил о решении командования Добровольческой армии и о том, что для защиты Донской области от большевиков на фронте нашлось лишь 147 штыков. Он также заявил, что в таких условиях слагает с себя полномочия войскового атамана.

Мемориальная доска на церкви Новочеркасского кладбища

В тот же день генерал Каледин покончил с собой выстрелом в сердце. В своём предсмертном письме генералу Алексееву он объяснил свой уход из жизни «отказом казачества следовать за своим атаманом».
Был похоронен на Новочеркасском кладбище, могила не сохранилась.

## Семья
Алексей Каледин был женат на гражданке франкоязычного кантона Швейцарской Конфедерации Марии Гранжан (Марии Петровне), прекрасно владевшей русским языком и бывшей большой русской патриоткой. У них был единственный сын, в возрасте 11 лет утонувший во время купания в реке Тузлов. Имя сына неизвестно.
Прадед атамана Максим Дмитриевич Каледи́н, казак станицы Усть-Хопёрской, Усть-Медведицкого округа, имевший двоих сыновей, Василия и Семёна, жил на хуторе Каледи́н на реке Цукане в 30 вёрстах от станицы.
Дед атамана майор Василий Максимович, соратник атамана графа М. И. Платова, участник Отечественной войны 1812 года вернулся из Франции на Дон в 1815 году инвалидом, потеряв ногу. Имел четверых сыновей: Максима, Прохора, Емельяна и Евграфа, а также дочь Анну.
Отец атамана Максим Васильевич, участник Севастопольской обороны, вышел в отставку войсковым старшиной (казачий подполковник) и поселился в станице Усть-Хопёрской, где на Дону у него была водяная мельница. У него было трое сыновей и две дочери: Василий, Алексей, Мелентий, Анна и Александра.
Старший брат атамана Василий Максимович Каледин, окончив Усть-Медведицкую классическую гимназию и Артиллерийское училище, служил в Донской артиллерии, командуя 7-й Донской казачьей батареей, а затем Донским артиллерийским дивизионом. Во время Первой мировой войны командовал 12-м Донским казачьим полком и был награждён Георгиевским оружием. В романе «Тихий Дон» Михаил Шолохов, описывая службу Григория Мелехова в 12-м Донском казачьем полку, упоминает, что командиром полка был полковник Каледин. Это и был Василий Максимович Каледин — старший брат атамана. Во время Гражданской войны генерал-майор Василий Каледин был управляющим Отделом внутренних дел в атаманство генерала Петра Краснова.
Младший брат атамана Мелентий, родившийся в 1875 году, окончил Донской кадетский корпус (в составе 4-го выпуска) в 1893 году и Николаевское кавалерийское училище в 1895 году и был зачислен 12 августа 1895 года в Донскую артиллерию. Умер в раннем возрасте сразу после производства в офицеры. По одним сведениям — застрелился, по другим — разбился, упав с лошади.
Адъютантом атамана был его племянник Николай.

## Киновоплощения
- Владимир Козел — «Хождение по мукам» (телесериал, 1977).
- Николай Крюков — «20 декабря» (телефильм, 1981).